# شهرآرا (محله)
شهرآرا محله‌ای در منطقه ۲ شهرداری تهران واقع در شمالغرب تهران است که از جنوب به خیابان ستارخان(تاج)، از شرق بزرگراه چمران(پارک وی)، از غرب به بزرگراه شیخ فضل‌الله نوری(ایوبی، طرشت) و بوستان ستارخان و از شمال به جلال آل احمد(بزرگراه فرحزاد) محدود است.
مساحت آن ۸۸۷۳۶۳ متر مربع و جمعیت تقریبی آن ۱۸۶۱۸ نفر می‌باشد.
مراکز درمانی:
- درمانگاه دریانیها
- بیمارستان حضرت رسول

مراکز مذهبی:
- مسجد حضرت ابوالفضل
- مسجد حضرت زهرا
- حسینیه شهرآرا

مجتمع‌های مسکونی:
- مجتمع زیتون
- مجتمع نسیم دانش
- مجتمع ارکیده
- مجتمع نسترن
- مجتمع ناهید
- مجتمع ستارخان
- مجتمع کوشک
- مجتمع نسیم
- مجتمع کوی نویسندگان
- مجتمع افرا

سازمان وادارات دولتی:
- سازمان گوشت کشور
- بنیاد فرهنگ انقلاب اسلامی
- اداره کل گذرنامه
- اداه آب و فاضلاب منطقه چهار
- اداره ثبت اسناد و املاک غرب

بوستان‌ها:
- شهرآرا (قدمت آن به ۶۰ سال می‌رسد)
- ستارخان
- کوشک